# Обличчя жінки
Обличчя жінки (англ. A Woman's Face) — американський трилер режисера Джорджа Кьюкора 1941 року.

## Сюжет
Головна героїня Анна Холм забороняє тримати в хаті дзеркала. Обличчя Анни знівечене шрамом, однак її приголомшлива краса все ще виразно дає про себе знати. Запекла жінка постає перед нами безжальною шантажисткою, яка не здатна на людські почуття. Ситуація змінюється, коли пластичний хірург пропонує їй свою допомогу.

## У ролях
- Джоан Кроуфорд — Анна Холм
- Мелвін Дуґлас — доктор Густав Сігел
- Конрад Фейдт — Торстен Беррінг
- Оса Массен — Віра Сігел
- Реджинальд Оуен — Бернард Делвік
- Альберт Бассерманн — консул Магнус Беррінг
- Марджорі Майн — Емма Крістіансдоттер
- Дональд Мік — Герман Рандвік
- Конні Гілкрайст — Крістіна Делвік
- Річард Ніколс — Ларс-Ерік Беррінг